# Nanyumbu (Distrikt)
Nanyumbu ist ein Distrikt in der tansanischen Region Mtwara mit der Hauptstadt Mangaka. Der Distrikt grenzt im Norden an die Region Lindi und den Distrikt Masasi, im Osten an den Distrikt Masasi, Im Süden an Mosambik und im Westen an die Region Ruvuma. 

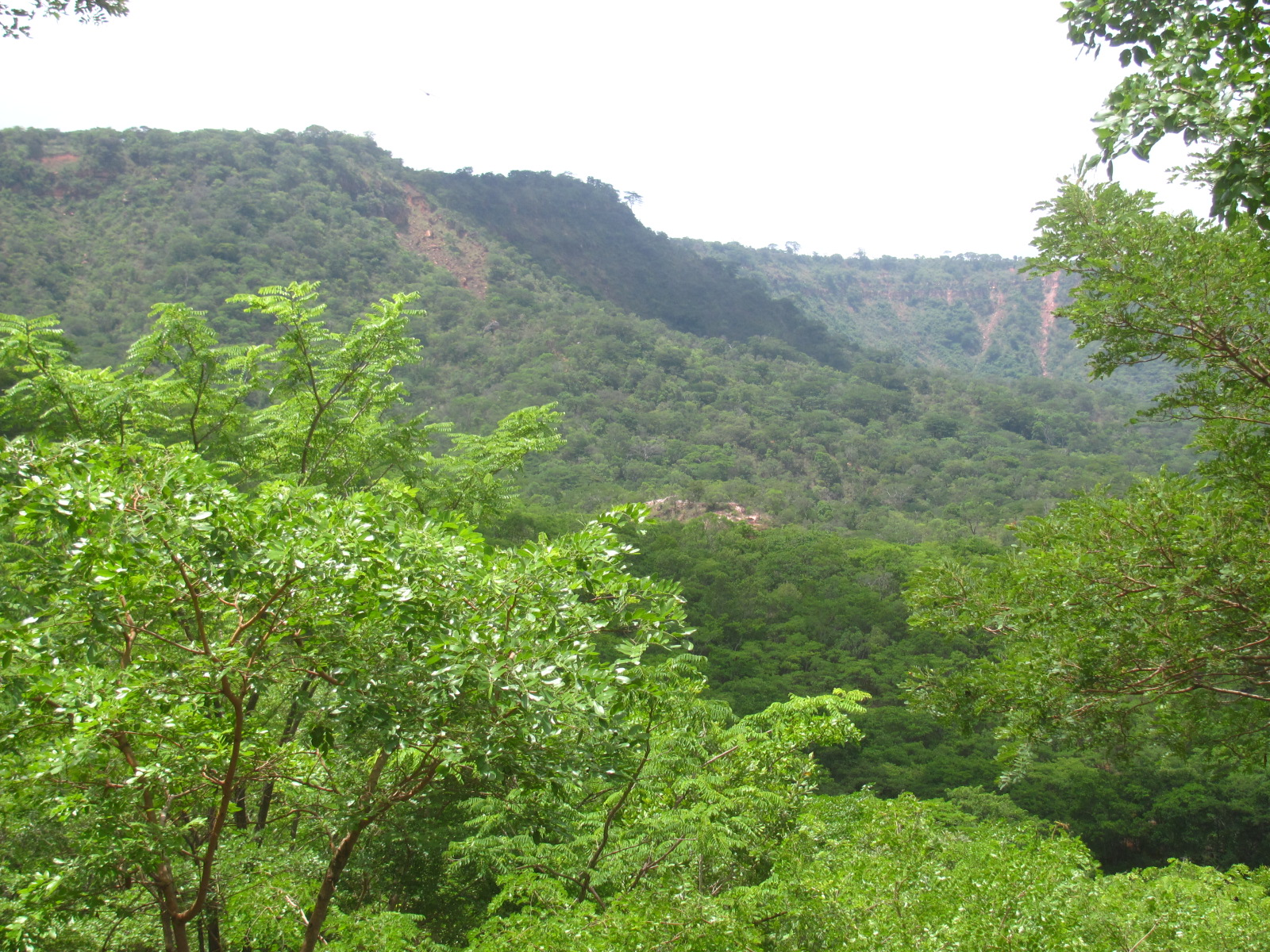
Makonde-Plateau

## Geographie
Nanyumbu liegt im Westen der Region Mtwara und hat eine Fläche von 5071 Quadratkilometer und 204.323 Einwohner (Volkszählung 2022). Der Distrikt wird in zwei topologische Zonen eingeteilt. Im Norden liegt das Makonde-Plateau mit einer durchschnittlichen Höhe von 200 bis 400 Meter über dem Meer. An der westlichen Grenze ragen Berge bis knapp unter 1000 Meter auf. Im Süden liegt das Tal des Flusses Rovuma. Der ganze Distrikt wird durch mehrere Flüsse nach Süden zum Rovuma entwässert, der die Grenze zu Mosambik bildet.
Es gibt zwei Jahreszeiten, die Trockenzeit dauert von Mai bis November, die Regenzeit von Dezember bis April. Die Niederschläge liegen zwischen 400 und 850 Millimeter im Jahr, die Durchschnittstemperaturen reichen von 25 bis 32 Grad Celsius.

## Geschichte
Nanyumbu wurde am 29. Juli 2005 zum Distrikt erklärt.

## Verwaltungsgliederung
Der Distrikt ist in 17 Bezirke (Wards) gegliedert:
| Bezirk       | Einwohner | Einwohner | Einwohner |
| Bezirk       | 2002      | 2012      | 2022      |
| ------------ | --------- | --------- | --------- |
| Chipupiuta   | 9.434     | 9.926     | 12.469    |
| Kamundi      |           |           | 9.296     |
| Kilimanihewa |           |           | 12.927    |
| Likokona     | 16.079    | 18.629    | 14.707    |
| Lumesule     | 7.163     | 7.656     | 14.450    |
| Mangaka      |           | 16.494    | 12.776    |
| Maratani     |           | 6.668     | 7.692     |
| Masuguru     | 3.809     | 5.945     | 8.787     |
| Michiga      |           |           | 13.665    |
| Mikangaula   | 14.914    | 16.848    | 9.892     |
| Mkonona      | 5.929     | 8.137     | 9.577     |
| Mnanje       |           | 7.912     | 8.476     |
| Nandete      | 11.953    | 10.067    | 11.785    |
| Nangomba     |           | 8.178     | 9.785     |
| Nanyumbu     | 8.840     | 10.826    | 13.654    |
| Napacho      | 8.270     | 10.092    | 13.759    |
| Sengenya     | 11.261    | 13.479    | 20.626    |

## Bevölkerung
| Die Bevölkerungszahl stieg von 2002 bis 2012 um sechzehn Prozenzt, bei diesem Wachstum verdoppeln sich die Einwohner alle fünfzig Jahre. Während der Anteil der Analphabeten bei den über Fünfjährigen in der Region Mtwara bei 34 Prozent lag, konnten 42 Prozent in Nanyumbu nicht Lesen und Schreiben (Stand 2012). - Bildung: Im Jahr 2012 besuchten von den über Fünfjährigen 24 Prozent aktuell eine Schule. Elf Prozent hatten die Schule abgebrochen, 39 Prozent eine abgeschlossene Schulbildung und 26 Prozent hatten nie eine Schule besucht. - Gesundheit: Vier Prozent der Gesamtbevölkerung hatten im Jahr 2012 eine Sozialversicherung abgeschlossen. - Wasser: Zwölf Prozent der Bevölkerung hatten Zugang zu sicherem und sauberem Wasser, die Hälfte bekam ihr Wasser aus offenen Schachtbrunnen, ein Fünftel versorgte sich aus Flüssen und Seen. | Hier fehlt eine Grafik, die leider im Moment aus technischen Gründen nicht angezeigt werden kann. Wir arbeiten daran! |

| - Landwirtschaft: Im Distrikt Nanyumbu leben mehr als achtzig Prozent der Bevölkerung von der Landwirtschaft. Für die Selbstversorgung werden Mais, Reis, Maniok, Hirse, Erbsen und Getreide angebaut. Der Verkauf von Cashewnüssen, Erdnüssen, Hirse und Weizen dient der Verbesserung des Haushaltseinkommens. Ein Drittel der Haushalte hält auch Nutztiere, hauptsächlich Geflügel, Rinder und Ziegen (Stand 2012). - Verkehr: Durch den Distrikt führt die Ost-Westverbindung von Mtwara am Indischen Ozean nach Songea und zum Malawisee. Von dieser zweigt bei der Distriktshauptstadt Mangaka eine Nationalstraße nach Süden ab. Sie verbindet Tansania über die im Jahr 2010 eröffnete Unity Bridge mit Mosambik. | Hier fehlt eine Grafik, die leider im Moment aus technischen Gründen nicht angezeigt werden kann. Wir arbeiten daran! |

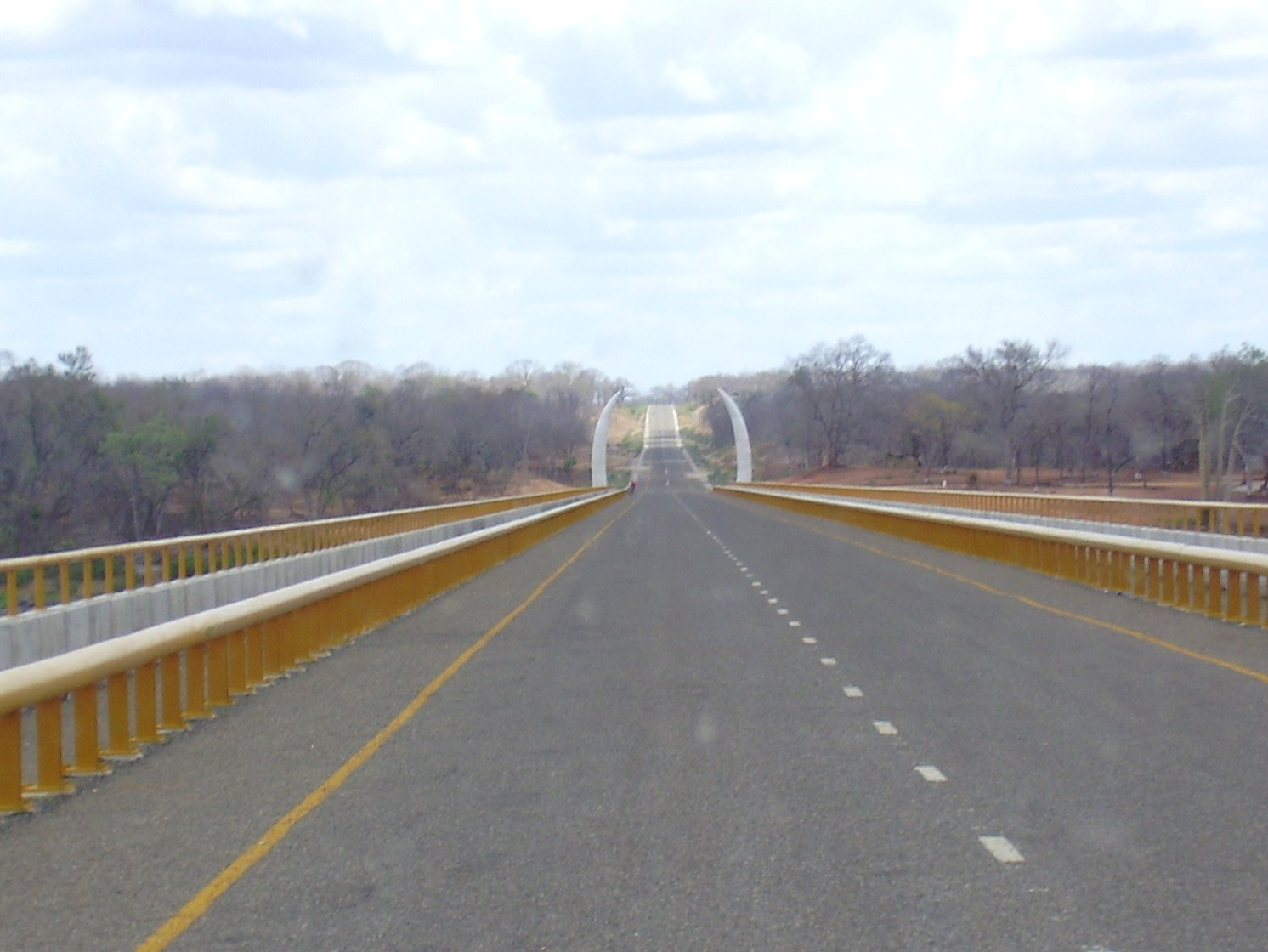
Unity Bridge über den Fluss Rovuma nach Mosambik.

- Wildreservate: Die beiden Wildreservate Lukwika-Lumesule und Msanjesi sind Jagdreservate mit Nipferden, Elefanten, Löwen, Leoparden, Büffeln und Wasserböcken.[16]